# Silke Neumayer
Silke Neumayer (* 1962 in Zweibrücken) ist eine deutsche Autorin. Sie schreibt Drehbücher, Romane und erzählende Sachbücher.

## Leben
Nach dem Abitur studierte Neumayer zunächst Kommunikationswissenschaften an der Ludwig-Maximilians-Universität München und schloss mit einem Magister Artium ab. Von 1987 bis 1993 arbeitete sie als festangestellte Werbetexterin. Anschließend erhielt sie ein Stipendium für die Drehbuchwerkstatt an der Hochschule für Fernsehen und Film München. In den folgenden Jahren schrieb sie vor allem Komödien und Dramen für das öffentlich-rechtliche und private Fernsehen.
2003 erschien mit „Küss mich, Baby!“ Neumayers erster Roman. Es folgten „Liebe Liebe“ (2004), „Herz laß nach“ (2006) und „Die Männerversteherin“ (2011). Zusammen mit Monika Bittl entstand 2012 „Alleinerziehend mit Mann“, das erste erzählende Sachbuch. Bittl und Neumayer arbeiteten für drei weitere Titel zusammen: „Muttitasking“ (2013), „Der Brei und das Nichts“ (2014) und „Ich hatte mich jünger in Erinnerung“ (2016). Zuletzt veröffentlichte Neumayer im Jahr 2018 mit „Mit Mann ist auch nicht ohne“ ein weiteres erzählendes Sachbuch.
Neumayer ist die Schwester von Eric Neumayer. Sie lebt alleinerziehend mit ihrer Tochter in München.

## Werke

### Drehbücher
- Jacks Baby, Komödie, SAT.1, 1999.
- Models, Drama, ARD, 2000.
- Mondscheintarif, Komödie, PRO7, 2001 (auch im Kino).
- Kein Mann für eine Nummer, Komödie, PRO7, 2002.
- Ein Luftikus zum Verlieben, Komödie, ARD, 2005.
- Die Liebesflüsterin, Komödie, PRO7/SAT.1, 2006.
- Tanz auf dem Regenbogen, Drama, ARD, 2007.
- Ich liebe den Mann meiner besten Freundin, Drama, SAT.1, 2008.
- Der Bergdoktor, Serie, ZDF, 2009.
- Seitensprung mit Freunden, Dramedy, ARD, 2015.
- Maria, Argentinien und die Sache mit den Weißwürsten, Dramedy, ARD, 2016.

### Romane & Sachbücher
- Küss mich, Baby! Goldmann Verlag, München 2003, ISBN 3-442-45526-X.
- Liebe Liebe. Goldmann Verlag, München 2004, ISBN 3-442-45738-6.
- Herz laß nach. Piper Verlag, München 2006, ISBN 3-492-26194-9.
- Die Männerversteherin. Piper Verlag, München 2011, ISBN 978-3-492-27182-0.
- Alleinerziehend mit Mann. Knaur Verlag, München 2012, ISBN 978-3-426-78477-8.
- Muttitasking. Knaur Verlag, München 2013, ISBN 978-3-426-78539-3.
- Der Brei und das Nichts. Knaur Verlag, München 2014, ISBN 978-3-426-78669-7.
- Ich hatte mich jünger in Erinnerung. Knaur Verlag, München 2016, ISBN 978-3-426-78763-2.
- Mit Mann ist auch nicht ohne. Heyne Verlag, München 2018, ISBN 978-3-453-20194-1.